# Club Deportivo Bidasoa
El Club Deportivo Bidasoa és un equip basc d'handbol de la localitat guipuscuana d'Irun.
El club es fundà el 1962 com a Club Deportivo Bidasoa de Irún i amb els anys anà ascendint de categories de mica en mica fins a arribar a Divisió d'Honor i a finals dels 80 esdevenir un dels grans equips de la Lliga, com ho demostra el fet de guanyar-la la temporada 1986/87.
La Lliga aconseguida el 1986 inicià un període molt fructífer que es traduí amb un nou títol de Lliga la temporada 1994/95, 2 Copes del Rei i 1 Copa ASOBAL a nivell nacional. A nivell internacional, l'equip basc aconseguí guanyar la Copa d'Europa d'handbol de 1995 al derrotar el Badel 1862 Zagreb a la final i la Recopa d'Europa d'handbol de 1997 al derrotar el MKB Veszprém.
A principis del segle XXI s'inicià el seu declivi esportiu, descenent a la Divisió d'Honor B la temporada 2006/07.

## Palmarès
- 1 Copa d'Europa: 1995.
- 1 Recopa d'Europa: 1997.
- 1 Supercopa d'Europa: 1998.
- 2 Lligues espanyoles: 1986/97 i 1994/95.
- 2 Copes del Rei: 1991 i 1996.
- 1 Copa ASOBAL: 1993.
- 1 Supercopa espanyola: 1996.